# Massieux

Massieux este o comună în departamentul Ain din estul Franței.